# Северо-Западная Фосфорная компания
Акционерное общество «Северо-Западная Фосфорная Компания» (СЗФК) — единственная российская горнодобывающая компания, которая за последние 30 лет построила на территории Мурманской области современное промышленное предприятие — горно-обогатительный комбинат (ГОК) «Олений Ручей».
Входит в состав Группы «Акрон» контролирующейся Вячеславом Владимировичем Кантором и занимается добычей и переработкой апатит-нефелиновых руд — сырья для производства сложных удобрений. Имеет лицензии на разработку месторождений Олений Ручей и Партомчорр.
Единственное на Кольском полуострове предприятие, не использующее в технологии производства воду питьевого качества из внешних источников. Кроме того, на ГОКе минимизированы сбросы сточных вод, загрязняющих окружающую среду.
Отличительной особенностью ГОКа «Олений Ручей» является энергоэффективность производства — потребление электроэнергии на 1 тонну выпускаемого концентрата составляет в среднем 120 кВт⋅ч.

## История компании
АО «Северо-Западная Фосфорная Компания» (СЗФК) учреждено «Акроном» 11 августа 2005 года для реализации проекта по созданию новой фосфатной сырьевой базы в Мурманской области. В октябре 2006 года СЗФК выиграла конкурс и получила лицензию на право пользования недрами месторождений апатит-нефелиновых руд Олений Ручей и Партомчорр.
В 2006 году выполнена технико-экономическая оценка добычи и переработки запасов апатит-нефелиновых руд резервных месторождений Олений Ручей и Партомчорр. На её основе были разработаны технические предложения по освоению месторождений, с которыми СЗФК вышла на конкурс, проводимый Федеральным агентством по недропользованию в Мурманске.
С 2007 по 2008 годы велась разработка проекта строительства горно-обогатительного комбината на базе месторождения апатит-нефелиновых руд Олений Ручей. Одновременно проводились проектно-изыскательские работы на месте строительства горно-обогатительного комбината и были получены промышленные образцы руды.
Строительство объектов инфраструктуры горнодобывающего предприятия началось в конце 2008 года, а строительство самого ГОКа — в 2009 году.
К 2012 году завершено строительство первой очереди ГОКа, выполнены пусконаладочные работы в корпусах обогатительной фабрики и получены первые тонны апатитового концентрата. Кроме того, в 2012 году был сдан в эксплуатацию карьер «Олений Ручей».
С июня 2013 года СЗФК начала полностью обеспечивать потребности российских химических предприятий Группы «Акрон» фосфатным сырьём и отгружать апатитовый концентрат сторонним потребителям.
В 2013—2017 годах расширяются мощности фабрики за счет строительства второй очереди корпуса фильтрации и сушки, силосного склада апатитового и нефелинового концентратов. В 2016 году началось строительство железнодорожной ветки (около 50 км) для организации погрузки готовой продукции в железнодорожные вагоны напрямую с промплощадки.

## Освоение месторождения Олений Ручей
Освоение месторождения Олений Ручей — амбициозный и исключительно важный для российской отрасли по производству минеральных удобрений проект. Его цель — создание новой сырьевой базы для восполнения дефицита фосфатного сырья в России.
Проект СЗФК предусматривает три направления глубокой переработки руды с использованием новейшего, в том числе зарубежного оборудования и современных технологий:
- первое — проектирование горно-обогатительного передела на получение апатитового, нефелинового и темноцветных (сфенового, эгиринового и титаномагнетитового) концентратов;
- второе — ведение совместной с Институтом химии КНЦ РАН отработки технологии по переработке нефелинового концентрата по схеме азотно-кислотно-аммиачного разложения нефелина;
- третье — извлечение редкоземельных элементов и их промышленное использование.

После ввода второй очереди в эксплуатацию производственные мощности ГОКа по выпуску апатитового концентрата составят 2 млн т в год.
Балансовые запасы месторождения (B+C1+C2) — 388,6 млн т руды (61,7 млн т P2O5).
Общие инвестиции в реализацию проекта — свыше 1 млрд долл. США.

## АО «СЗФК» сегодня
19 октября 2011 года Координационный совет по поддержке инвестиционной и инновационной деятельности в Мурманской области присвоил статус приоритетного проекту «Строительство горно-обогатительного комбината на базе месторождения апатит-нефелиновых руд Олений Ручей».
А в ноябре 2013 года было подписано соглашение между Правительством Мурманской области и АО «Северо-Западная Фосфорная Компания», где проекту «Олений Ручей» присвоен статус стратегического инвестиционного проекта в регионе.
С июня 2013 года СЗФК полностью удовлетворяет потребности российских химических предприятий Группы «Акрон» — ПАО «Акрон» и ПАО «Дорогобуж» — в фосфатном сырье. В 2016 году компания вышла на проектную мощность — 1 млн т год апатитового концентрата.
С ноября 2013 года по февраль 2019 года предприятие возглавлял генеральный директор Вадим Александрович Рязанцев.
С февраля 2019 года генеральным директором является Евгений Александрович Созинов.